# Théophile Alexandre Steinlen
Théophile Alexandre Steinlen  (Lausanne, 1859. november 20. —  Párizs, 1923. december 13.) svájci születésű  francia grafikus, illusztrátor. 

## Életpályája
Párizsban működött. Témáit a munkásosztály küzdelmeiből meríti. A mosónő, a munkába indulók, a korcsma, a boulevardok és a párizsi külvárosok képe, ez foglalkoztatta leginkább. Steinlen mint illusztrátor is dolgozott, főleg  1912-ig. 115 rézkarcot, 170 litográfiát, 185 zenemű-címlapot és 37 plakátot készített.

## Emlékezete
Párizs 18. kerületében a Rue Steinlen őrzi a nevét.

## Képgaléria

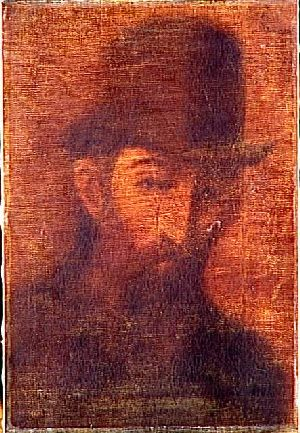
Jehan Rictus arcképe
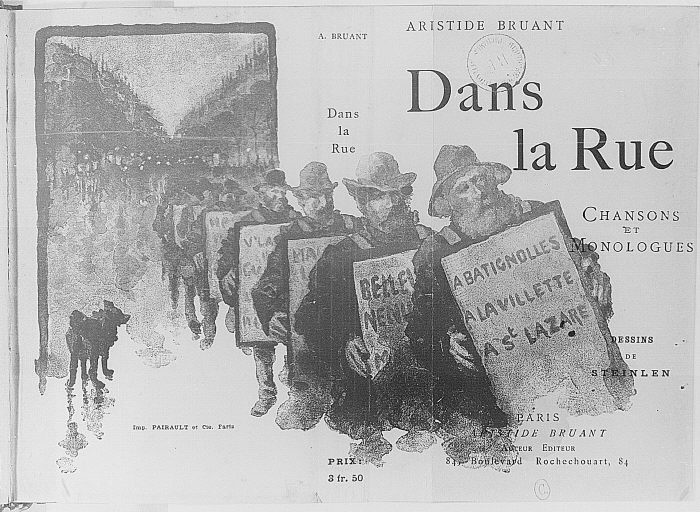
Aristide Bruant : Dans la rue.
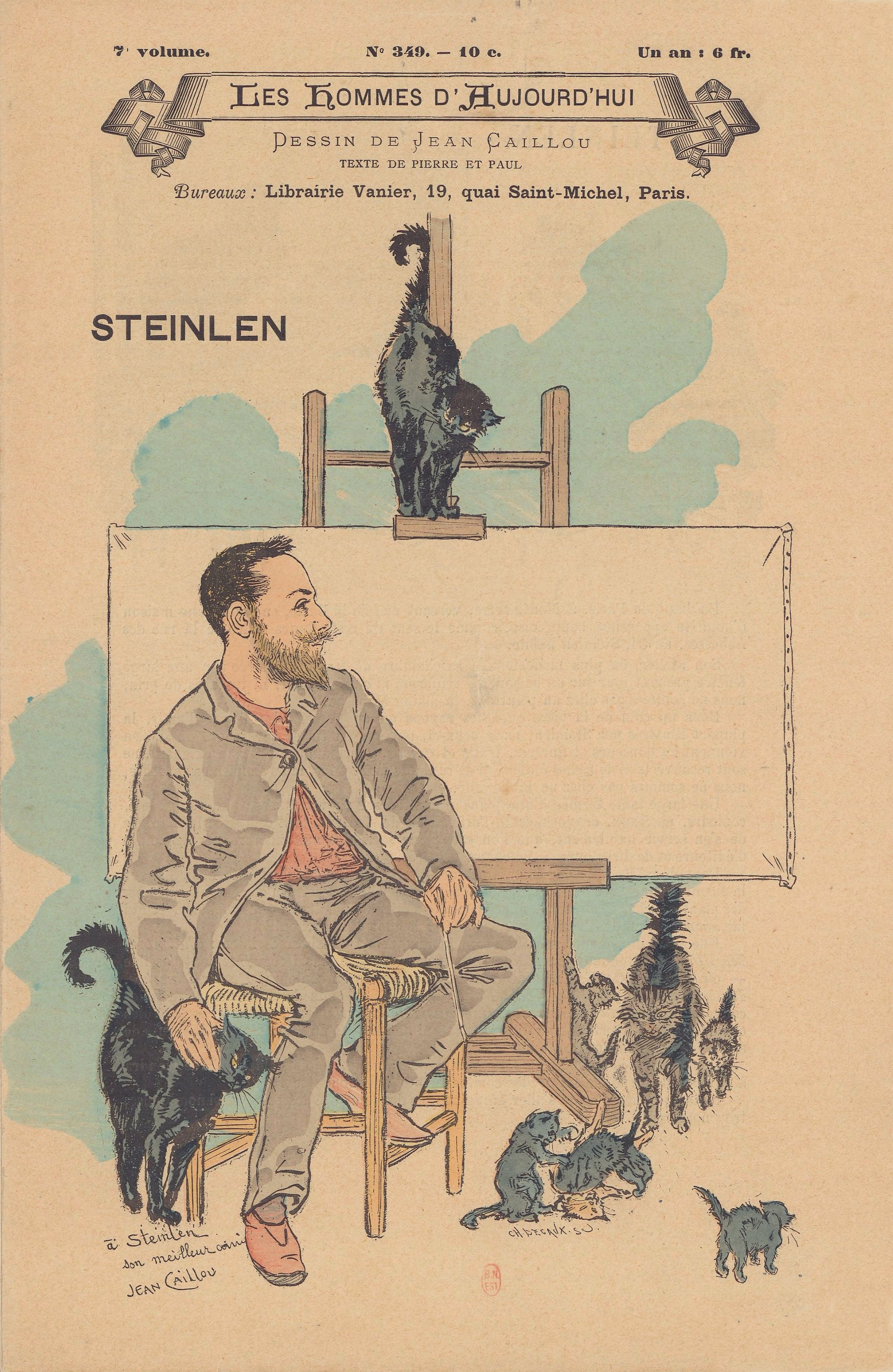
Steinlen se représente lui-mème (sous le pseudonyme de Jean Caillou) pour le n°349 de Les Hommes d'aujourd'hui, 1889.
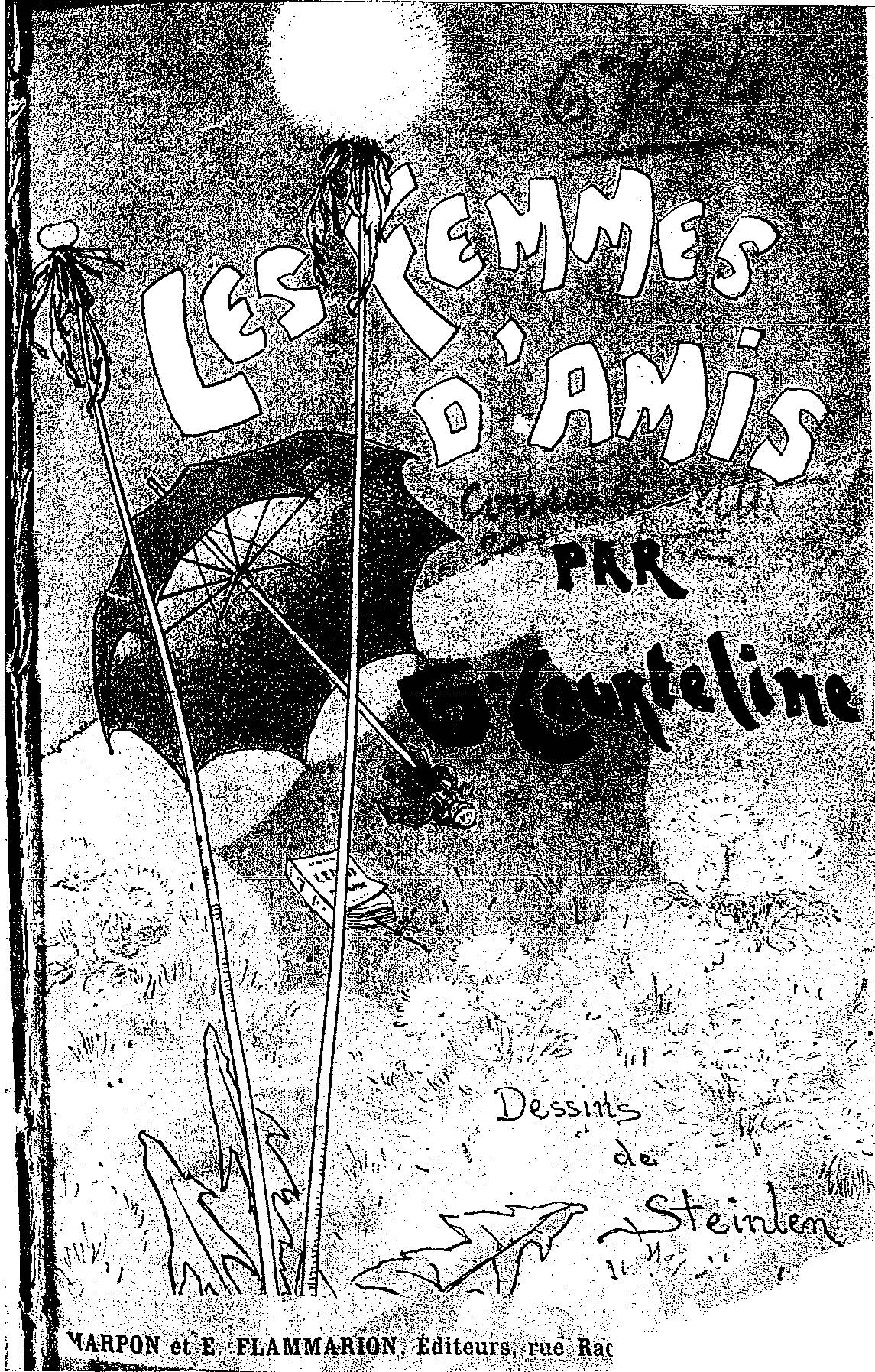
Courteline : Les femmes d'amis.
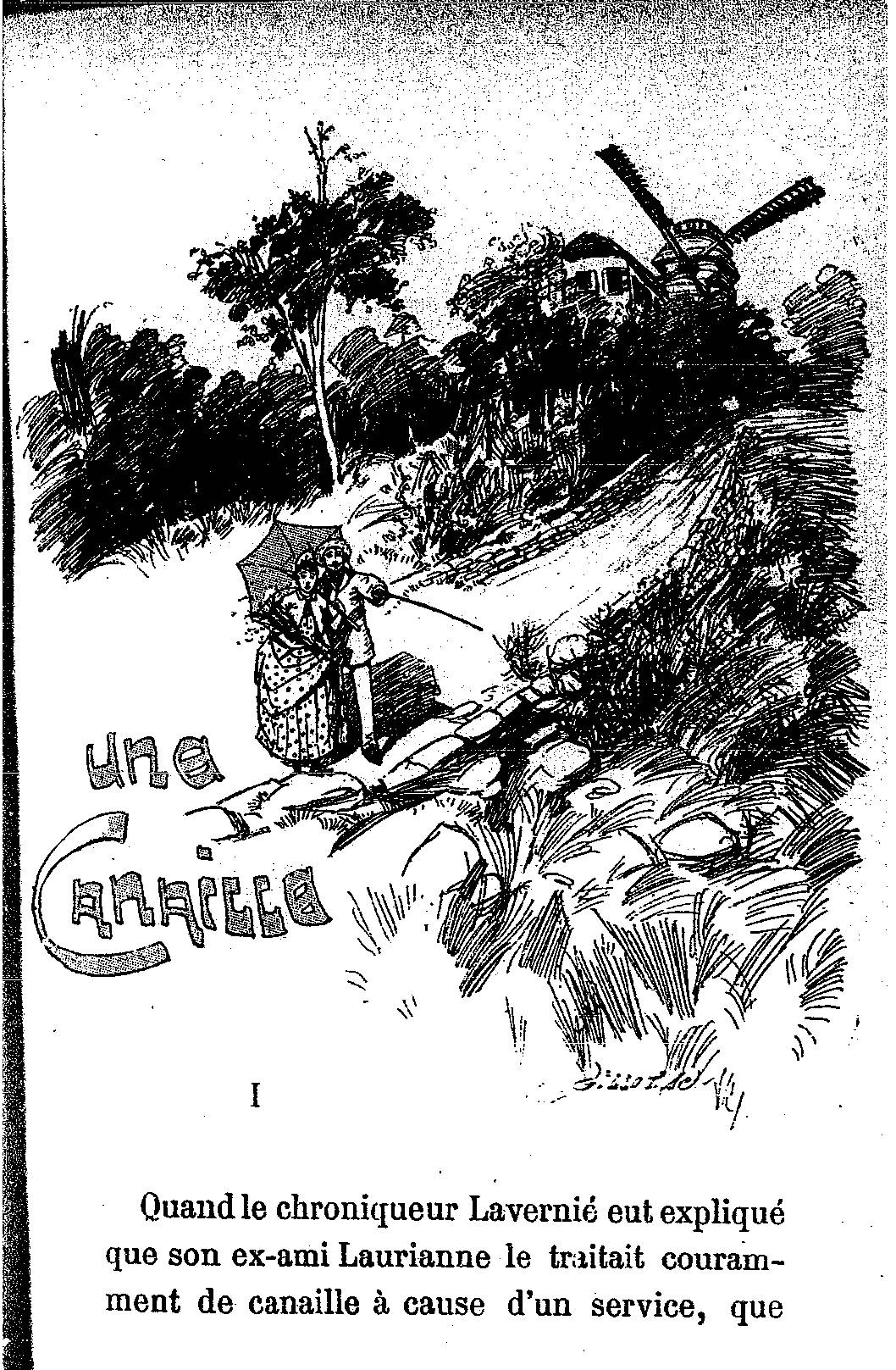
Courteline : Une canaille.
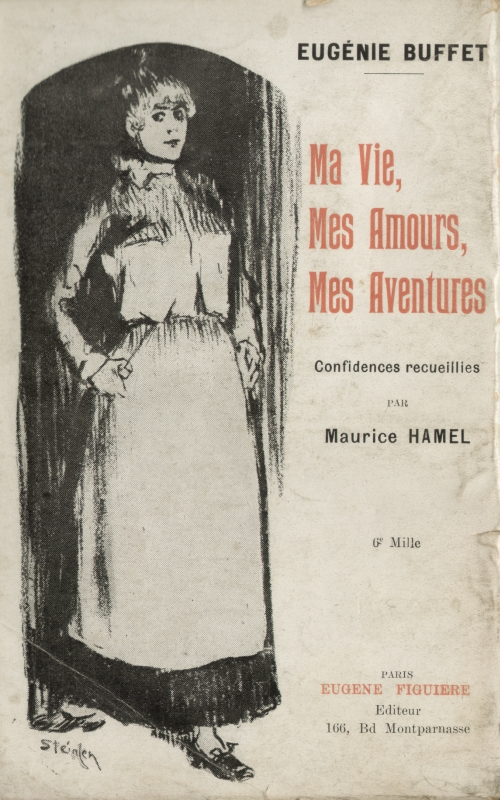
Eugénie Buffet : Ma Vie, Mes Amours, Mes aventures.

## Forrás
Művészeti Lexikon (1935) II. kötet 